# Deborah Allen
Deborah Allen est une auteure-compositrice et guitariste américaine.

## Biographie
Allen naît Deborah Lynn Thurmond à Memphis, dans le Tennessee. Elle est élue reine de beauté à l'adolescence.
Ses premières influences musicales sont Elvis Presley, Roy Orbison, Aretha Franklin, Al Green, Ray Charles, the Beatles, the Rolling Stones, Led Zeppelin et la musique alors diffusée sur les stations de Memphis WHBQ et WDIA, ainsi que des musiciens de country tels que Brenda Lee, Patsy Cline, Tammy Wynette, Dolly Parton, Willie Nelson, Waylon Jennings et Johnny Cash. À l'âge de 19 ans, Allen déménage à Nashville pour entamer une carrière musicale. Elle travaille brièvement comme serveuse au restaurant IHOP de Music Row. Un jour, elle y rencontre Roy Orbison et l'auteur-compositeur Joe Melson. Ils admirent son courage et, deux semaines plus tard, ils décident d'engager Allen pour chanter en arrière-plan sur quelques titres d'Orbison.
Allen auditionne et décroche également un emploi au parc d'attractions Opryland USA. Elle est bientôt choisie par Opryland comme soliste et danseuse pour une tournée d'échange du Département d'État en Russie avec Tennessee Ernie Ford.
En 1987, Allen sort le single Telepathy, écrit par Prince sous le pseudonyme « Joey Coco ». Allen coécrit aussi son tube no 1 Don't Worry 'Bout Me Baby et écrit le tube de Tanya Tucker Can I See You Tonight, et obtient d'autres no 1 pour Janie Fricke (Let's Stop Talking About It) et John Conlee (I'm Only in It for the Love), ce dernier étant une coécriture avec Kix Brooks et Van Hoy.
Le 22 mars 2019, Bill Lee, le gouverneur du Tennessee, désigne officiellement le 5 juin 2019 comme journée de reconnaissance en l'honneur de Deborah Allen.

## Discographie partielle

### Albums studio
- 1980 : Trouble in Paradise
- 1987 : Telepathy
- 1994 : All That I Am
- 2000 : The Best of Deborah Allen
- 2000 : Hands On
- 2000 : Deb in the Raw
- 2006 : Memphis Princess
- 2011 : Hear Me Now
- 2013 : Rockin’ Little Christmas
- 2022 : The Art of Dreaming

### Compilations
- 1998 : Anthology